# AGM-87 Focus
Die AGM-87 Focus (oder AGM-87 Focus I) ist eine Luft-Boden-Rakete, die Ende der 1960er-Jahre von der Firma General Electric für die US-Streitkräfte entwickelt wurde.
Über das Projekt sind nur wenige Daten verfügbar; bekannt ist, dass die Focus auf der AIM-9B Sidewinder basieren soll. Des Weiteren soll sie zwischen 1969 und 1970 im Vietnamkrieg sehr erfolgreich eingesetzt worden sein. Das Programm wurde aber eingestellt.
Ähnliche Modelle: AGM-122 Sidearm